# Brad Silberling
Bradley Mitchell Silberling (Washington D. C., 8 de septiembre de 1963) es un director de cine y de televisión estadounidense.
Estudió dirección cinematográfica en la Escuela de Cine de la Universidad de California, Los Ángeles. Se las arregló para empezar su carrera en el entretenimiento antes de completar sus estudios. En 1986 obtuvo un trabajo como asistente de producción para un programa de televisión infantil. A partir de allí progresó y llegó a dirigir episodios de series de televisión importante y, eventualmente, filmes.
Tenía una relación con la actriz Rebecca Schaeffer cuando fue asesinada en 1989 por un fan obsesionado. Su muerte serviría de inspiración para el filme ficticio Moonlight Mile (2002).
En 2006 su película Dame 10 razones fue la primera película en la historia es ser ofrecida para descarga a través de Internet legalmente mientras la película todavía se mostraba en los teatros. Esto fue posible a través de ClickStar y a la cercana relación de Brad con los dueños Morgan Freeman y Lori McCreary.
Está casado con la actriz Amy Brenneman, a quien conoció en el set de NYPD Blue y con quien tiene dos hijos: Charlote Tucker y Bodhi Russell.

## Trabajos para televisión (selección)
- L.A. Law
- NYPD Blue
- Judging Amy
- Doogie Howser, M.D.
- Dash & Lily

## Filmografía
- Land of the Lost  (2009)
- Dame 10 razones (2006)
- Lemony Snicket's A Series of Unfortunate Events (2004)
- Moonlight Mile (2002)
- City of Angels (1998)
- Casper (1995)